# Polens herrlandslag i rugby union
Polens herrlandslag i rugby union representerar Polen i rugby union på herrsidan.

## Historik
Laget spelade sin första match 1924, och förlorade då med 0-46 mot en rumänsk kombination.

### Fotnoter
1. ↑  ”Rugby International”. http://www.rugbyinternational.net/countries/poland.htm. Läst 26 augusti 2011.